# Thomas Burke (Leichtathlet)
Thomas Burke (Thomas Edmund „Tom“ Burke; * 15. Januar 1875 in Boston, Massachusetts, USA; † 14. Februar 1929 ebenda) war als Student der Boston University Teilnehmer der ersten Olympischen Spiele 1896 in Athen.

## Leben
Burke trat an für die USA und belegte sowohl im 100-Meter-Lauf mit einer Zeit von 12,0 s als auch beim 400-Meter-Lauf mit einer Zeit von 54,2 s jeweils den ersten Platz und erhielt hierfür zwei Silbermedaillen (1896 bekam der Sieger noch keine Goldmedaille). Er war einer der ersten Läufer, die den Tiefstart praktizierten. Beim dritten Ausscheidungsrennen der 100-Meter-Konkurrenz am ersten Wettkampftag am 25. Märzjul. / 6. April 1896greg. belegte er vor dem Deutschen Fritz Hofmann in 11,8 s den ersten Platz. Beim zweiten Ausscheidungsrennen über 400 Meter am ersten Wettkampftag den 25. Märzjul. / 6. April 1896greg. belegte er den ersten Platz in 58,4 s vor dem Briten Charles Gmelin.
Schon vor den Olympischen Spielen in Athen war Burke ein bekannter Läufer über 400 Meter und 440 Yards. 1895 gewann er den AAU-Titel über 440 Yards. Nach den Olympischen Spielen spezialisierte er sich auf längere Strecken und gewann über 440 und 880 Yards ICAAAA-Titel. 1897 war er ein Mitinitiator des jährlich ausgetragenen Boston-Marathons.
Ab 1899 studierte er an der Harvard Law School und wurde Rechtsanwalt. Nebenbei schrieb er Sportartikel für die Zeitungen Boston Journal und Boston Post.